# Ramón Vinay
Ramón Mario Francisco Vinay Sepúlveda (né le 31 août 1911 à Chillán, Chili et mort le 4 janvier 1996 à Puebla de los Ángeles au Mexique) est un heldentenor chilien d'origine italo-française.

## Biographie
Après des études de violon, il découvre qu'il possède une voix de baryton et, ayant gagné un concours d'amateurs, il fait ses débuts à l'Opéra de Mexico, en 1938, dans le Comte de Luna (Le Trouvère de Verdi), rôle aigu de baryton. Peu après, il s'aperçoit que sa voix est celle d'un ténor, à la suite de quoi il fait de nouveaux débuts, en 1943, en Don José (Carmen de Bizet).
Ténor héroïque pendant vingt années, il fit le tour du monde dans des rôles tels que Otello (Verdi), qu'il chanta plus de deux cinquante fois, Tannhäuser, Tristan, Siegmund, Siegfried, Parsifal (Wagner), Canio (Leoncavallo), Samson (Saint-Saëns). Il chanta au Metropolitan Opera de New York de 1946 à 1961, à la Scala de Milan en 1947-1948, à Covent Garden de 1953 à 1960, et de 1952 à 1962 au Festival de Bayreuth, dont il fut un des piliers au moment de son renouveau, incarnant Tristan pour Herbert von Karajan, mais aussi Parsifal, Siegmund, Tannhäuser. Il reste surtout associé au rôle de Otello, qu'il chanta notamment avec Arturo Toscanini à New York en 1947 et avec Wilhelm Furtwängler à Salzbourg en 1951, et qu'il fut le premier à interpréter à la télévision lors du premier « TV broadcast » du Met en 1948.
Ses enregistrements les plus connus sont Otello (Giuseppe Verdi) sous la direction d'Arturo Toscanini (1947), Tristan sous la direction de Herbert von Karajan (1952), La Walkyrie (Siegmund) et Parsifal sous la direction de Clemens Krauss (1953). Vinay possédait une voix puissante et solide, dont le timbre n'était pas des plus brillants, mais d'une grande musicalité ; les critiques louent surtout l'intelligence dramatique de ses interprétations.
Il repassa à la fin de sa carrière, dans les années 1960, au registre de baryton, interprétant Telramund (Wagner) à Bayreuth en 1962, Iago (Verdi), Bartolo (Rossini) ou encore Falstaff (Verdi), Scarpia (Puccini) jusqu'en 1969. Du fait de cette double carrière (ténor et baryton), il « demeure le seul grand chanteur à avoir jamais incarné Otello et Iago [...] Son grand instinct dramatique, sa voix puissante et expressive, au timbre sombre, en ont fait un des acteurs-chanteurs les plus puissants des années 1950. » Lors d'une représentation, il chanta Iago pour les deux premiers actes et Otello pour le troisième, performance unique dans l'histoire du chant.

## Discographie
- Bizet : Carmen (Stokowski / Heidt, Pease, M. Koshetz) – Eklipse
- Leoncavallo : Pagliacci (Antonicelli / Quarteraro, Warren, Thompson) – Guild
- Camille Saint-Saëns : Samson et Dalila (Cellini / Stevens) – VAI
- Verdi : Otello  (Toscanini / Nelli, Valdengo) – RCA
- Verdi : Otello  (Busch / Albanese, Warren) – Preiser Arkadia
- Verdi : Otello  (Furtwängler / Martinis, Schöffler) – EMI
- Verdi : Otello (Cleva 1950-1951 / extraits / Steber, Guarrera) – Preiser
- Verdi : Otello (Beecham 1958 / Stella, Taddei, Modesti) – Idis
- Richard Wagner : Lohengrin (Sawallisch / Thomas, Silja, Varnay, Crass) – Philips
- Richard Wagner : Parsifal (Krauss / Mödl, London, Weber, Uhde, Greindl) – Arlecchino
- Richard Wagner : Parsifal (Knappertsbusch / Mödl, Fischer-Dieskau, Greindl) – Myto
- Richard Wagner : L'Anneau du Nibelung (Keilberth / Mödl, Resnik, Hotter, Windgassen, Uhde, Weber) – Melodram
- Richard Wagner : L'Anneau du Nibelung (Krauss / Varnay, Hotter, Resnik, Greindl, Malaniuk) – Gala
- Richard Wagner : Tannhäuser (Keilberth / Brouwenstijn, Fischer-Dieskau, Greindl) - Melodram
- Richard Wagner : Tristan et Isolde (Jochum / Varnay, Neidlinger, Weber, Malaniuk) – Melodram
- Richard Wagner : Tristan et Isolde (Karajan / Mödl, Weber, Hotter, Malaniuk) – Myto
- Récital live (Airs de Verdi, Leoncavallo, Saint-Saëns, Wagner, duos avec Ljuba Welitsch) – Melodram
- Four Famous Met-Tenors of the Past (Peerce, Björling, Tucker) – Preiser – LV
- Met – 100 Singers – RCA